# Salsas
Salsas is een plaats (freguesia) in de Portugese gemeente Bragança en telt 424 inwoners (2001).